# Loxosceles jaca
Pour les articles homonymes, voir Loxosceles et Jaca (homonymie).
Espèce
Loxosceles jaca est une espèce d'araignées aranéomorphes de la famille des Sicariidae.

## Distribution
Cette espèce est endémique d'Hidalgo au Mexique,.

## Description
Le mâle holotype mesure 5,7 mm et la femelle 7,5 mm.

## Publication originale
- Gertsch & Ennik, 1983 : The spider genus Loxosceles in North America, Central America, and the West Indies (Araneae, Loxoscelidae). Bulletin of the American Museum of Natural History, vol. 175, p. 264-360 (texte intégral).